# Church Stowe
Church Stowe – wieś w Anglii, w hrabstwie Northamptonshire, w dystrykcie (unitary authority) West Northamptonshire. Leży 13 km na zachód od miasta Northampton i 102 km na północny zachód od Londynu.